# Gene Robinson

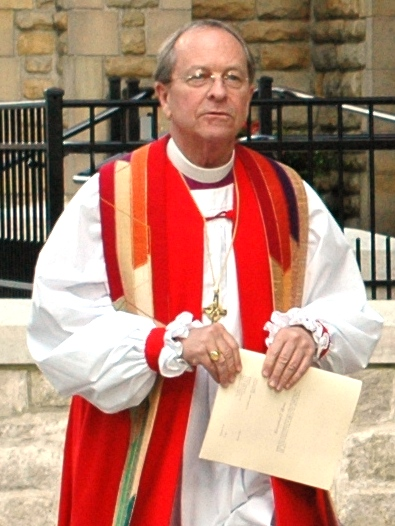
Gene Robinson

V. Gene Robinson, född 29 maj 1947 i Lexington, Kentucky, är biskop i New Hampshire-stiftet inom Amerikanska Episkopalkyrkan.
Robinson är född och uppvuxen i Lexington, Kentucky där han och hans familj tillhörde Kristi Lärjungars lokala församling.
Robinson kom senare att gå över till Amerikanska Episkopalkyrkan, sedan han påbörjat studier vid Södra universitetet i Sewanee, Tennessee som är knutet till denna kyrka. Efter att 1969 ha avlagt en bachelorexamen vid denna skola påbörjade Robinson studier vid kyrkans teologiska seminarium i New York. 
1972 gifte han sig och året därpå avlade han teologie examen. Robinson ordinerades till diakon och sedermera även till präst varefter han en kortare tid tjänstgjorde som kaplan vid Christ Church i Ridgewood i New Jersey.
Familjen flyttade 1975 till New Hampshire. Efter att ha fått två döttrar (Jamee och Ella) meddelade Robinson offentligt att han var homosexuell och skilde sig 1986. 1989 mötte Robinson sin nuvarande sambo, Mark Andrews.
Den 7 juni 2003 valdes Robinson till biskop. Närvarande vid biskopsvigningen den 2 november 2003 var bland andra biskop emeritus i Svenska kyrkan Krister Stendahl.
Robinsons öppet homosexuella läggning och tidigare skilsmässa har lett till spänningar inom den anglikanska kyrkogemenskapen.